# Choco Ball
Choco Ball ist ein von Morinaga produziertes Schokoladen-Konfekt, das in Japan hergestellt wird. Es wird Englisch ausgesprochen und bedeutet so viel wie „Schokoladen Kugel“.

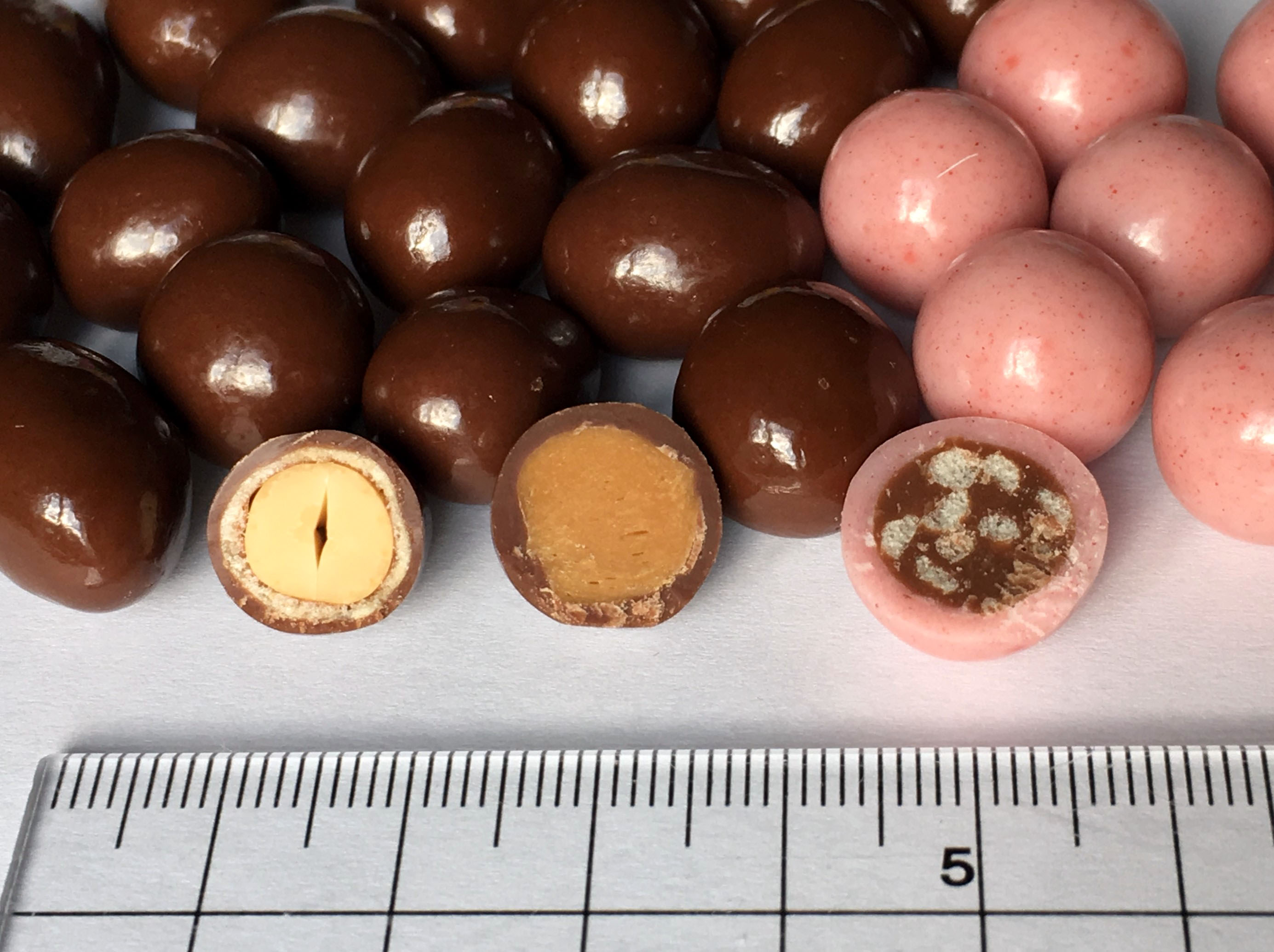
Von links Peanut, Karamell, Ichigo

## Variationen
Auf dem japanischen Markt sind hauptsächlich die folgenden Variationen erhältlich:
- Peanut (schokoladeumschlossene Erdnüsse, braune Verpackung)
- Karamell (schokoladeumschlossenes Karamell, hellbraune Verpackung)
- Ichigo (Erdbeerschokolade, pinke Verpackung)

Variationen von Schokolade mit Pfirsichen, Melonen oder Blaubeeren werden immer wieder über einen limitierten Zeitraum im Handel angeboten.

## Omocha-no-kanzume (jap. おもちゃのカンヅメ)
Öffnet man die Verpackung, so wird manchmal die Engel-Marke sichtbar. Diese kann zum Beispiel eine der folgenden sein: Silberner Engel (銀のエンゼル gin-no-enzeru), Golden Engel (金のエンゼル kin-no-enzeru). Sammelt man fünf Silberner Engel-Marke oder eine Golden Engel-Marke erhält man eine sogenannte Omocha-no-kanzume. Der Name setzt sich zusammen aus Omocha (Spielzeug) und Kanzume (Dose). In ihr werden Kinderspielzeug und Spielwaren verpackt.